# Longitarsus oregonensis
Longitarsus oregonensis är en skalbaggsart som beskrevs av Horn 1889. Longitarsus oregonensis ingår i släktet Longitarsus och familjen bladbaggar. Inga underarter finns listade i Catalogue of Life.